# 妖書案
妖書案，發生於明萬曆廿六年（1598年）至卅一年（1603年），是一場由於國本之爭引起的一連串東林黨爭事件，細節可分為「第一次妖書案」、「第二次妖書案」。另外還有兩次的楚藩案，亦是妖書案的延續，故稱「二書二楚」。

## 第一次妖書案
明神宗正宮王皇后無子，恭妃生皇長子常洛，依照禮法應立為儲君，但皇帝偏愛鄭貴妃之子常洵，故不願意立儲，惹得滿城風雨，是為國本之爭。而後刑部侍郎呂坤撰《閨範圖說》，表述古今后妃的傳記，以勉勵婦女，東廠提督太監陳萬化將此書獻給皇帝，但是鄭貴妃得知之後，竟然補上了自己的傳記，再次刊行。吏科給事中戴士衡一得此書，以為是呂坤阿諛奉承，於是彈劾呂坤，神宗不理會。萬曆廿六年（1598年），有人撰寫《閨範圖說》的後記《憂危竑議》，稱呂坤與鄭承恩、張養蒙、魏允貞等支持鄭貴妃之子奪太子之位，神宗找不到作者，認為是吏科給事中戴士衡與全椒知縣樊玉衡之作，於是貶謫了戴、樊兩人。御史趙之翰認為武英殿大学士張位是主謀．神宗貶謫了张位，與其人馬，包括了礼部侍郎刘楚先、右都御史徐作、國子監祭酒刘应秋、给事中杨廷兰、礼部主事万建昆等，是為「第一次妖書案」。

## 第二次妖書案
萬曆三十一年（1603年）十一月，又有人作了《续忧危竑议》一書，說是神宗被迫立常洛為太子，太子之位堪憂，大肆批評首輔沈一貫與大學士朱賡，浙黨沈一貫乘機誣害東林黨人郭正域、沈鯉等人，並牽扯到許多閒雜人等，包括佛教禪宗大師紫柏真可亦被酷刑虐死，刑部尚書蕭大亨想將“妖書”嫁禍給郭正域，但是太子保全郭氏，東廠提督太監陳萬化乘機歸罪於皦生光一個人，最後皦生光被凌遲處死，不連累其他大臣。

## 後記
妖書案後接著又發生了著名的「明末三案」，事實上都是東林黨爭的延續。